# Troy Carter
Troy Anthony Carter (New Orleans, 26 ottobre 1963) è un politico statunitense, membro della Camera dei rappresentanti per lo Stato della Louisiana dal 2021.

## Biografia
Nato e cresciuto a New Orleans, Carter studiò presso l'Harvard Kennedy School e l'Università Carnegie Mellon. Successivamente lavorò come docente di scienze politiche e per sei anni fu assistente del sindaco di New Orleans.
Entrato in politica con il Partito Democratico, nel 1991 venne eletto all'interno della Camera dei rappresentanti della Louisiana, la camera bassa della legislatura statale della Louisiana. Nel 1994 approdò al consiglio comunale di New Orleans, dove restò fino al 2002, anno in cui tentò infruttuosamente l'elezione a sindaco della città. Nel 2006 si candidò alla Camera dei Rappresentanti nazionale, ma perse le primarie contro il deputato in carica William J. Jefferson.
Dopo diversi anni di assenza dal panorama politico, nel 2015 Carter venne eletto all'interno del Senato dello Stato della Louisiana.
Lasciò il seggio nel 2021, quando vinse un'elezione speciale indetta per riassegnare il seggio alla Camera dei Rappresentanti nazionale che il deputato Cedric Richmond aveva lasciato vacante per accettare un posto nell'amministrazione presidenziale di Joe Biden.
Carter si configura come un democratico di vedute progressiste.